# Smolîn, Cernihiv
Smolîn (în ucraineană Смолин) este localitatea de reședință a comunei Smolîn din raionul Cernihiv, regiunea Cernihiv, Ucraina.

## Demografie
Componența lingvistică a localității Smolîn
     Ucraineană (96,43%)
     Rusă (3,08%)
     Alte limbi (0,37%)
Conform recensământului din 2001, majoritatea populației localității Smolîn era vorbitoare de ucraineană (96,43%), existând în minoritate și vorbitori de rusă (3,08%).